# Racing Club Gent

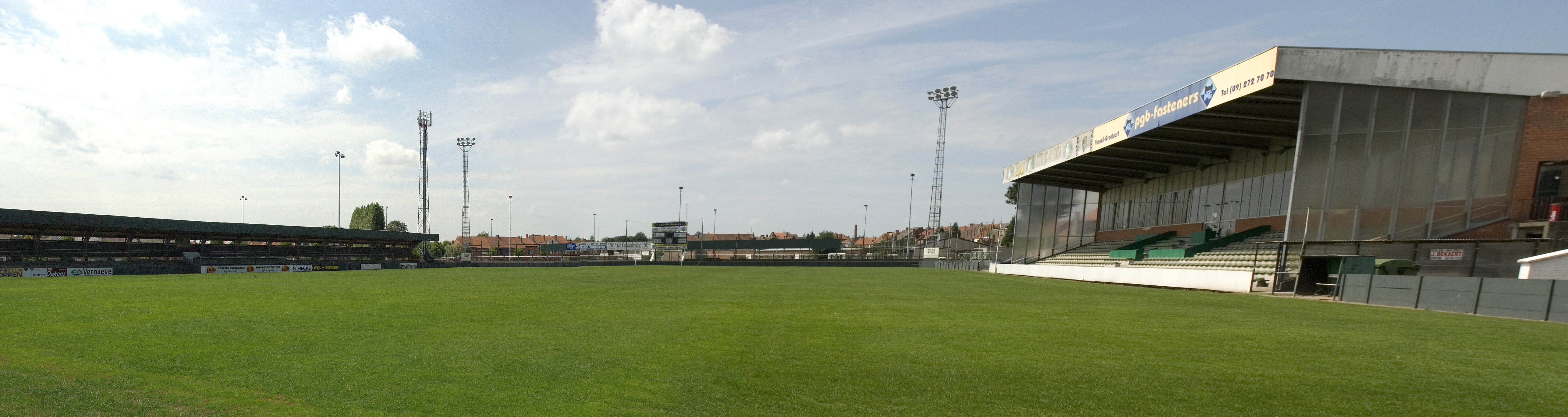
Het Emanuel Hielstadion, tot april 2010 de thuisbasis van Racing

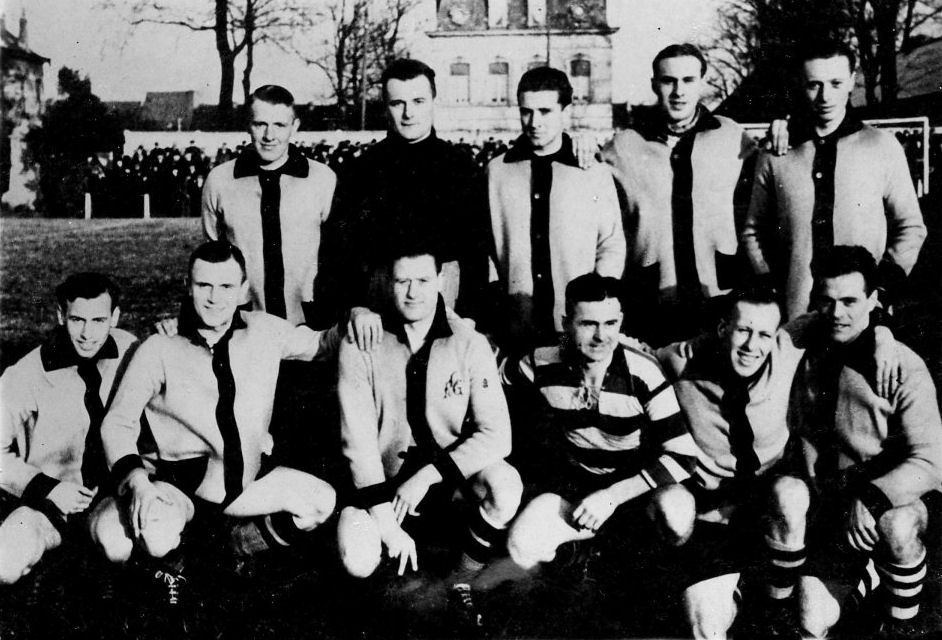
Racing Gent in 1943, met onder andere 2e van rechts bovenaan: André Vander Sypt

Koninklijke Racing Club Gent, afgekort KRC Gent, is een Belgische voetbalclub uit Gent. De club speelde ooit in de eerste klasse, heeft ondertussen een aantal fusies ondergaan en treedt tegenwoordig aan in de Belgische tweede amateurklasse. De club is aangesloten bij de KBVB met stamnummer 11 en heeft wit-zwart als kleuren. Vanaf 1905 speelde de ploeg 105 jaar in het Emanuel Hielstadion en is daarmee een van de Belgische clubs die het langst in hetzelfde stadion bleef spelen. Op het einde van het seizoen 2009-10 is de ploeg echter verhuisd naar het PGB-stadion in Oostakker. Het huidige terrein is nu een atletiekpiste voor de atletiekclub Racing Gent. De afbraak van de staantribune gebeurde in het voorjaar 2010.
De club is stadsgenoot en rivaal van KAA Gent. De voetbalafdeling van KAA Gent is iets jonger dan Racing Gent, maar draagt met stamnummer 7 toch een lager nummer. De eerste decennia van het Belgisch voetbal was Racing Gent de succesvollere Gentse club, daarna trad KAA Gent echter op het voorplan.

## Geschiedenis
De club ontstond op 1 april 1899 uit de fusies van Athletic Club Gantois, Sport Pédestre Gantois en Football Club Gantois en sloot als Racing Club de Gand aan bij de UBSSA. De club nam dat jaar deel aan de West- en Oost-Vlaamse reeks van de Eerste Klasse, maar speelde daarna op het tweede niveau. In 1903 fusioneerde Sportmen's Club Gantois nog met de club. In 1908 bereikte men opnieuw de eerste klasse, maar de club werd laatste en degradeerde terug naar Tweede. Twee seizoenen later echter, in 1911, promoveerde de club opnieuw naar Eerste waar men zou spelen tot in de jaren dertig, met uitzondering van telkens een seizoen Tweede in 1922/23 en 1930/31. Een van zijn illustere spelers toen was Antwerpenaar Guillaume Visser. In 1912 speelde Racing de finale van de Beker van België, maar verloor van Racing Club de Bruxelles. De club speelde nu verschillende seizoenen in dezelfde reeks van rivaal AA La Gantoise. In 1925 kreeg de club de koninklijke titel en werd Royal Racing Club de Gand. In 1925 en 1929 haalde de club zijn beste resultaten, met telkens een vijfde plaats in de eindstand.
In 1935 werd de club voorlaatste en zakte weer naar tweede. Drie jaar later gebeurde hetzelfde in die reeks en zakte men weg naar derde klasse. Na ruim een decennium op dit niveau kon in de jaren 50 de club weer opklimmen. In 1951 speelde RRC de Gand kampioen in zijn reeks en promoveerde weer naar tweede klasse, het jaar erop herhaalde de club dit en kon zo het seizoen 1952/53 weer van start gaan in eerste klasse. Dit verblijf was echter van korte duur, de club zakte na één jaar definitief weg, drie jaar later degradeerde men zelfs uit tweede klasse. De club bleef de komende halve eeuw in derde en vierde klasse hangen en speelde in de jaren 80 zelfs zes seizoenen in de provinciale reeksen.
In 1969 was de clubnaam vervlaamst tot Royal Racing Club Gent. Op 1 juli 1987 fusioneerde de club met FC Heirnis Gent (stamnummer 7504) tot Royal Racing Club Heirnis Gent. Tot voor de fusie speelde de ploeg in zwart-wit gestreepte trui met zwarte broek en zwart-witte sokken, na de fusie met Heirnis dat in zwart en geel speelde werden de sokken geel. In 1998 liet men de gele sokken achterwege en men herstelde na een petitie van de supporters de naam terug naar het vroegere RRC Gent, tot de club in 2000 met KVV Standaard Meulestede (stamnummer 432) fusioneerde tot Royal Racing Club Gent-Zeehaven. Omdat Meulestede in geel en rood speelde nam men een rood-gele boord op de kledij. In 2002 ten slotte werd na een fusie met KFC Oostakker (stamnummer 2689) de naam Koninklijke Racing Club Gent-Zeehaven en speelde men weer in volledig zwarte uitrusting.
In het seizoen 2007-2008 werd de Gentse club kampioen van vierde Klasse B. Na een jaar in derde klasse, degradeerde de ploeg echter weer. In het seizoen 2012-2013 speelde de club na een mindere start toch nog kampioen in vierde klasse A. Racing Club Gent-Zeehaven kwam in het seizoen 2013-2014 uit in derde klasse A.
In het seizoen 2014-2015 bevestigden ze te behoren bij de middenmoot van derde klasse. Ze trokken in het begin van het seizoen onder andere aanvaller Dieter Van Tornhout en verdediger/middenvelder Sam Blancke aan. Van Tornhout kon door blessureleed echter niet bevestigen en verliet dan ook de ploeg. Die andere transfer Sam Blancke, komende van KAA Gent, bleek wel een topper. Hij speelde zo goed als alle minuten en bleek al gauw een vaste waarde in de ploeg te zijn.
In het seizoen 2015-2016 eindigde Racing twaalfde in Derde Klasse A, hierdoor moest na de hervorming van de reeksen in het volgende seizoen in Tweede Amateur worden aangetreden, wat een niveau lager betekende.
Op 1 juli 2016 werd de naam gewijzigd naar Koninklijke Racing Club Gent.
De twee volgende seizoenen eindigden de Ratjes telkens in de middenmoot. Er werd in de lente van 2017 wel aan de eindronde deelgenomen, maar men verloor van Eendracht Aalst in de tweede ronde. In de eerste ronde was Racing vrijgeloot.
Na een heel matig seizoen 2017-2018, was het volgende seizoen wel erg goed. Racing eindigde vierde in Tweede Amateur A en mocht opnieuw naar de eindronde. Opnieuw werd men in de eerste ronde vrijgeloot, maar in de tweede ronde verloor men in Oostakker van Ronse.
Ook in 2019-2020 was de club goed op dreef met een vijfde plaats in het klassement toen het seizoen in het amateurvoetbal door de maatregelen van de regering werd stilgelegd en niet meer hernomen.
Het volgende seizoen zou slechts vier wedstrijden duren voor hetzelfde gebeurde.
Het eerste volledige seizoen na de pandemie, 2021-2022, was eerder ontgoochelend met een elfde plaats. De club werd door oude rivaal KAA Gent overgenomen en daar wou men oorspronkelijk het eerste elftal niet meer aan de competitie laten deelnemen. Door het felle protest op sociale media van niet alleen supporters van Racing, maar ook van veel andere clubs, waaronder ook van KAA Gent zelf, werd dit niet doorgevoerd.
Er was ook onzekerheid over de locatie waar de club zou mogen spelen, maar Racing kon uiteindelijk in Oostakker blijven. Het seizoen 2023-2024 was met een vijfde plaats erg goed, maar deelname aan de eindronde was onmogelijk omdat de B-ploeg van KAA Gent in Eerste Amateur bleef en gezien Racing in dezelfde sportieve structuur zit, was een eventuele promotie niet toegestaan.
In 2023-2024 werd de spelerskern danig verjongd en vertrok coach Jannes Tant naar Knokke. Tal van spelers moesten de club verlaten. De sportieve resultaten leden hier zwaar onder. De Ratjes konden zich maar nipt van het behoud verzekeren. Nieuwe coach Coulibaly moest na het seizoen de sportieve leiding weer afstaan na klachten van verschillende spelers over grensoverschrijdend gedrag bij de voetbalbond. De laatste actieve supportersclub van Racing, De Stroppen, hield het voor bekeken door het al jaren dalend ledenaantal en uit ontevredenheid over wat bij de club gebeurde.
In 2024-2025 kwam Racing onder leiding te staan van Bart Van Renterghem als coach. De kern werd nog verder verjongd en bij de winterstop stonden de Ratjes laatste in de stand, waardoor voor het eerst sinds de donkere jaren tachtig degradatie naar het vijfde niveau dreigde. Voor de start van de terugronde werd de kern gevoelig versterkt en dat leverde veel betere resultaten op. Racing klom vanop de laatste plaats naar omhoog en wist het behoud te verzekeren.

## Erelijst
Beker van België
finalist (1): 1912
Individuele trofeeën
Een speler behaalde een trofee toen hij voor de club speelde:
Topscorer (1)
1926 (Laurent Grimmonprez)

## Resultaten
| Seizoen | Klasse | Klasse | Klasse | Klasse | Klasse | Klasse | Reeks                                                       | Punten                                                      | Opmerkingen | Beker van België                                            |
|         | I      | I      | II     | III    | P.I    |        | Tweede Afdeling vormt een voorronde voor de Eerste Afdeling | Tweede Afdeling vormt een voorronde voor de Eerste Afdeling | Tweede Afdeling vormt een voorronde voor de Eerste Afdeling                                                        | Tweede Afdeling vormt een voorronde voor de Eerste Afdeling |
| ------- | ------ | ------ | ------ | ------ | ------ | ------ | ----------------------------------------------------------- | ----------------------------------------------------------- | --- | ----------------------------------------------------------- |
| 1899/00 | ?      | ?      |        |        |        |        | Ere Afdeling Oost- en West-Vla.                             |                                                             | | Geen beker                                                  |
| 1900/01 |        |        | -      |        |        |        | Eerste Afdeling                                             | -                                                           | kampioen in Vlaamse reeks (eerste met 10 punten); verlies in halve finale eindronde van Union Saint-Gilloise (6-1) | Geen beker                                                  |
| 1901/02 |        |        |        | 3      |        |        | Tweede Afd. Vla.                                            | ?                                                           | geen kwalificatie voor Eerste Afdeling                                                                             | Geen beker                                                  |
| 1902/03 |        |        | 4      |        |        |        | Eerste Afdeling                                             | 2                                                           | na kwalificatie als eerste in Tweede Afdeling Vlaanderen                                                           | Geen beker                                                  |
| 1903/04 |        |        |        | 2      |        |        | Tweede Afd. Oost-Vla. & Antw.                               | 7                                                           | geen kwalificatie voor Eerste Afdeling                                                                             | Geen beker                                                  |
| 1904/05 |        |        |        | 2      |        |        | Tweede Afd. Oost-Vla. & Antw.                               | 8                                                           | geen kwalificatie voor Eerste Afdeling                                                                             | Geen beker                                                  |
| 1905/06 |        |        | 5      |        |        |        | Eerste Afdeling                                             | 2                                                           | na kwalificatie als eerste in Tweede Afdeling Oost-Vlaanderen en Antwerpen                                         | Geen beker                                                  |
| 1906/07 |        |        |        | 2      |        |        | Tweede Afd. Vla.                                            | 14                                                          | geen kwalificatie voor Eerste Afdeling na verlies in play-off tegen AA La Gantoise (4-0)                           | Geen beker                                                  |
| 1907/08 |        |        | 1      |        |        |        | Eerste Afdeling                                             | 12                                                          | winst in play-off tegen Excelsior SC de Bruxelles (4-3)                                                            | Geen beker                                                  |
| 1908/09 | 12     | 12     |        |        |        |        | Ere Afdeling                                                | 7                                                           | | Geen beker                                                  |
|         | I      | I      | II     | P.I    |        |        | Vanaf 1926/27 zijn er 3 nationale niveaus                   | Vanaf 1926/27 zijn er 3 nationale niveaus                   | Vanaf 1926/27 zijn er 3 nationale niveaus                                                                          | Vanaf 1926/27 zijn er 3 nationale niveaus                   |
| 1909/10 |        |        | 9      |        |        |        | Eerste Afdeling                                             | 11                                                          | | Geen beker                                                  |
| 1910/11 |        |        | 1      |        |        |        | Eerste Afdeling                                             | 35                                                          | | Geen beker                                                  |
| 1911/12 | 7      | 7      |        |        |        |        | Ere Afdeling                                                | 17                                                          | | Finale                                                      |
| 1912/13 | 8      | 8      |        |        |        |        | Ere Afdeling                                                | 19                                                          | | 1/16                                                        |
| 1913/14 | 8      | 8      |        |        |        |        | Ere Afdeling                                                | 19                                                          | | 1/16                                                        |
| 1914/15 |        |        |        |        |        |        |                                                             |                                                             | oorlog | Geen beker                                                  |
| 1915/16 |        |        |        |        |        |        |                                                             |                                                             | oorlog | Geen beker                                                  |
| 1916/17 |        |        |        |        |        |        |                                                             |                                                             | oorlog | Geen beker                                                  |
| 1917/18 |        |        |        |        |        |        |                                                             |                                                             | oorlog | Geen beker                                                  |
| 1918/19 |        |        |        |        |        |        |                                                             |                                                             | oorlog | Geen beker                                                  |
| 1919/20 | 7      | 7      |        |        |        |        | Ere Afdeling                                                | 22                                                          | | Geen beker                                                  |
| 1920/21 | 8      | 8      |        |        |        |        | Ere Afdeling                                                | 21                                                          | | Geen beker                                                  |
| 1921/22 | 13     | 13     |        |        |        |        | Ere Afdeling                                                | 17                                                          | | Geen beker                                                  |
| 1922/23 |        |        | 2      |        |        |        | Eerste Afdeling                                             | 42                                                          | | Geen beker                                                  |
| 1923/24 | 6      | 6      |        |        |        |        | Ere Afdeling                                                | 30                                                          | | Geen beker                                                  |
| 1924/25 | 5      | 5      |        |        |        |        | Ere Afdeling                                                | 28                                                          | | Geen beker                                                  |
| 1925/26 | 11     | 11     |        |        |        |        | Ere Afdeling                                                | 23                                                          | | Geen beker                                                  |
|         | I      | I      | II     | III    | P.I    |        | Vanaf 1926/27 zijn er 3 nationale niveaus                   | Vanaf 1926/27 zijn er 3 nationale niveaus                   | Vanaf 1926/27 zijn er 3 nationale niveaus                                                                          | Vanaf 1926/27 zijn er 3 nationale niveaus                   |
| 1926/27 | 7      | 7      |        |        |        |        | Ere Afdeling                                                | 26                                                          | | 1/8                                                         |
| 1927/28 | 9      | 9      |        |        |        |        | Ere Afdeling                                                | 23                                                          | | Geen beker                                                  |
| 1928/29 | 5      | 5      |        |        |        |        | Ere Afdeling                                                | 28                                                          | | Geen beker                                                  |
| 1929/30 | 14     | 14     |        |        |        |        | Ere Afdeling                                                | 13                                                          | | Geen beker                                                  |
| 1930/31 |        |        | 1      |        |        |        | Eerste Afdeling                                             | 42                                                          | | Geen beker                                                  |
| 1931/32 | 8      | 8      |        |        |        |        | Ere Afdeling                                                | 26                                                          | | Geen beker                                                  |
| 1932/33 | 12     | 12     |        |        |        |        | Ere Afdeling                                                | 17                                                          | | Geen beker                                                  |
| 1933/34 | 10     | 10     |        |        |        |        | Ere Afdeling                                                | 22                                                          | | Geen beker                                                  |
| 1934/35 | 13     | 13     |        |        |        |        | Ere Afdeling                                                | 14                                                          | | 1/8                                                         |
| 1935/36 |        |        | 3      |        |        |        | Eerste Afdeling A                                           | 34                                                          | | Geen beker                                                  |
| 1936/37 |        |        | 11     |        |        |        | Eerste Afdeling B                                           | 20                                                          | | Geen beker                                                  |
| 1937/38 |        |        | 13     |        |        |        | Eerste Afdeling B                                           | 16                                                          | | Geen beker                                                  |
| 1938/39 |        |        |        | 2      |        |        | Tweede Afdeling B                                           | 33                                                          | evenveel punten als RCS Hallois en AC Hemixen. Kampioen Hallois had echter minder verliesmatchen                   | Geen beker                                                  |
| 1939/40 |        |        |        |        |        |        |                                                             |                                                             | oorlog | Geen beker                                                  |
| 1940/41 |        |        |        |        |        |        |                                                             |                                                             | oorlog | Geen beker                                                  |
| 1941/42 |        |        |        | 9      |        |        | Tweede Afdeling A                                           | 12                                                          | | Geen beker                                                  |
| 1942/43 |        |        |        | 3      |        |        | Tweede Afdeling D                                           | 35                                                          | | Geen beker                                                  |
| 1943/44 |        |        |        | 11     |        |        | Tweede Afdeling A                                           | 20                                                          | | Geen beker                                                  |
| 1944/45 |        |        |        |        |        |        |                                                             |                                                             | oorlog | Geen beker                                                  |
| 1945/46 |        |        |        | 5      |        |        | Tweede Afdeling A                                           | 39                                                          | | Geen beker                                                  |
| 1946/47 |        |        |        | 8      |        |        | Tweede Afdeling D                                           | 32                                                          | | Geen beker                                                  |
| 1947/48 |        |        |        | 10     |        |        | Tweede Afdeling A                                           | 30                                                          | | Geen beker                                                  |
| 1948/49 |        |        |        | 2      |        |        | Tweede Afdeling B                                           | 37                                                          | | Geen beker                                                  |
| 1949/50 |        |        |        | 3      |        |        | Tweede Afdeling A                                           | 34                                                          | | Geen beker                                                  |
| 1950/51 |        |        |        | 1      |        |        | Tweede Afdeling B                                           | 49                                                          | | Geen beker                                                  |
| 1951/52 |        |        | 1      |        |        |        | Eerste Afdeling A                                           | 44                                                          | | Geen beker                                                  |
|         | I      | I      | II     | III    | IV     | P.I    | Vanaf 1952/53 zijn er 4 nationale niveaus                   | Vanaf 1952/53 zijn er 4 nationale niveaus                   | Vanaf 1952/53 zijn er 4 nationale niveaus                                                                          | Vanaf 1952/53 zijn er 4 nationale niveaus                   |
| 1952/53 | 15     | 15     |        |        |        |        | Eerste klasse                                               | 21                                                          | | Geen beker                                                  |
| 1953/54 |        |        | 6      |        |        |        | Tweede klasse                                               | 31                                                          | | 1/32                                                        |
| 1954/55 |        |        | 16     |        |        |        | Tweede klasse                                               | 16                                                          | | 1/64                                                        |
| 1955/56 |        |        |        | 14     |        |        | Derde klasse A                                              | 24                                                          | | 1/32                                                        |
| 1956/57 |        |        |        | 6      |        |        | Derde klasse B                                              | 30                                                          | | Geen beker                                                  |
| 1957/58 |        |        |        | 11     |        |        | Derde klasse A                                              | 26                                                          | | Geen beker                                                  |
| 1958/59 |        |        |        | 11     |        |        | Derde klasse B                                              | 25                                                          | | Geen beker                                                  |
| 1959/60 |        |        |        | 13     |        |        | Derde klasse A                                              | 21                                                          | | Geen beker                                                  |
| 1960/61 |        |        |        | 9      |        |        | Derde klasse A                                              | 30                                                          | | Geen beker                                                  |
| 1961/62 |        |        |        | 12     |        |        | Derde klasse A                                              | 26                                                          | | Geen beker                                                  |
| 1962/63 |        |        |        | 13     |        |        | Derde klasse A                                              | 25                                                          | | Geen beker                                                  |
| 1963/64 |        |        |        | 4      |        |        | Derde klasse B                                              | 38                                                          | | 1/64                                                        |
| 1964/65 |        |        |        | 15     |        |        | Derde klasse A                                              | 24                                                          | winst in barragewedstrijd voor het behoud tegen Voorwaarts Tienen in Schaarbeek                                    | 1/32                                                        |
| 1965/66 |        |        |        | 14     |        |        | Derde klasse B                                              | 17                                                          | | 1/64                                                        |
| 1966/67 |        |        |        | 12     |        |        | Derde klasse A                                              | 25                                                          | | 1/64                                                        |
| 1967/68 |        |        |        | 13     |        |        | Derde klasse B                                              | 23                                                          | | 1/64                                                        |
| 1968/69 |        |        |        | 16     |        |        | Derde klasse B                                              | 16                                                          | | 1/32                                                        |
| 1969/70 |        |        |        |        | 12     |        | Vierde klasse C                                             | 26                                                          | | 1/32                                                        |
| 1970/71 |        |        |        |        | 3      |        | Vierde klasse D                                             | 40                                                          | | R4                                                          |
| 1971/72 |        |        |        |        | 2      |        | Vierde klasse D                                             | 43                                                          | winst in eindronde tweede gerangschikten tegen Westerlo, Ciney en Boussu-Bois                                      | R3                                                          |
| 1972/73 |        |        |        | 16     |        |        | Derde klasse B                                              | 17                                                          | | 1/32                                                        |
| 1973/74 |        |        |        |        | 5      |        | Vierde klasse C                                             | 30                                                          | | R4                                                          |
| 1974/75 |        |        |        |        | 4      |        | Vierde klasse A                                             | 35                                                          | | R3                                                          |
| 1975/76 |        |        |        |        | 5      |        | Vierde klasse A                                             | 32                                                          | | R4                                                          |
| 1976/77 |        |        |        |        | 8      |        | Vierde klasse B                                             | 29                                                          | | R2                                                          |
| 1977/78 |        |        |        |        | 5      |        | Vierde klasse C                                             | 32                                                          | | R3                                                          |
| 1978/79 |        |        |        |        | 12     |        | Vierde klasse B                                             | 26                                                          | | R3                                                          |
| 1979/80 |        |        |        |        | 9      |        | Vierde klasse A                                             | 32                                                          | | R4                                                          |
| 1980/81 |        |        |        |        | 16     |        | Vierde klasse A                                             | 14                                                          | | R5                                                          |
| 1981/82 |        |        |        |        |        | 14     | Eerste prov. O-Vl                                           | 26                                                          | | R1                                                          |
| 1982/83 |        |        |        |        |        | 2      | Eerste prov. O-Vl                                           | 39                                                          | | R3                                                          |
| 1983/84 |        |        |        |        |        | 5      | Eerste prov. O-Vl                                           | 36                                                          | | R2                                                          |
| 1984/85 |        |        |        |        |        | 10     | Eerste prov. O-Vl                                           | 27                                                          | | R2                                                          |
| 1985/86 |        |        |        |        |        | 1      | Eerste prov. O-Vl                                           | 45                                                          | | R2                                                          |
| 1986/87 |        |        |        |        | 15     |        | Vierde klasse A                                             | 24                                                          | | R4                                                          |
| 1987/88 |        |        |        |        |        | 2      | Eerste prov. O-Vl                                           | 46                                                          | | R5                                                          |
| 1988/89 |        |        |        |        | 8      |        | Vierde klasse A                                             | 28                                                          | | R2                                                          |
| 1989/90 |        |        |        |        | 5      |        | Vierde klasse A                                             | 34                                                          | | R4                                                          |
| 1990/91 |        |        |        |        | 3      |        | Vierde klasse A                                             | 43                                                          | | R3                                                          |
| 1991/92 |        |        |        |        | 5      |        | Vierde klasse A                                             | 33                                                          | | R3                                                          |
| 1992/93 |        |        |        |        | 3      |        | Vierde klasse A                                             | 38                                                          | | R5                                                          |
| 1993/94 |        |        |        |        | 1      |        | Vierde klasse A                                             | 44                                                          | | 1/8                                                         |
| 1994/95 |        |        |        | 13     |        |        | Derde klasse A                                              | 23                                                          | | R4                                                          |
| 1995/96 |        |        |        | 8      |        |        | Derde klasse A                                              | 42                                                          | | R5                                                          |
| 1996/97 |        |        |        | 9      |        |        | Derde klasse A                                              | 40                                                          | | 1/8                                                         |
| 1997/98 |        |        |        | 12     |        |        | Derde klasse A                                              | 40                                                          | | R5                                                          |
| 1998/99 |        |        |        | 5      |        |        | Derde klasse A                                              | 48                                                          | verlies in eindronde van RAEC Mons                                                                                 | R3                                                          |
| 1999/00 |        |        |        | 12     |        |        | Derde klasse A                                              | 39                                                          | | R4                                                          |
| 2000/01 |        |        |        | 11     |        |        | Derde klasse A                                              | 38                                                          | | R4                                                          |
| 2001/02 |        |        |        | 11     |        |        | Derde klasse A                                              | 38                                                          | | R3                                                          |
| 2002/03 |        |        |        | 15     |        |        | Derde klasse A                                              | 21                                                          | | R5                                                          |
| 2003/04 |        |        |        |        | 2      |        | Vierde klasse A                                             | 54                                                          | verlies in eindronde van URS du Centre                                                                             | R4                                                          |
| 2004/05 |        |        |        |        | 4      |        | Vierde klasse A                                             | 49                                                          | | R4                                                          |
| 2005/06 |        |        |        |        | 8      |        | Vierde klasse A                                             | 49                                                          | | R4                                                          |
| 2006/07 |        |        |        |        | 6      |        | Vierde klasse A                                             | 45                                                          | verlies in eindronde tegen Excelsior Veldwezelt                                                                    | R3                                                          |
| 2007/08 |        |        |        |        | 1      |        | Vierde klasse A                                             | 66                                                          | | R3                                                          |
| 2008/09 |        |        |        | 16     |        |        | Derde klasse A                                              | 22                                                          | | R3                                                          |
| 2009/10 |        |        |        |        | 4      |        | Vierde klasse A                                             | 46                                                          | verlies in eindronde tegen Heppignies-Lambusart-Fleurus                                                            | R4                                                          |
| 2010/11 |        |        |        |        | 5      |        | Vierde klasse A                                             | 46                                                          | | R3                                                          |
| 2011/12 |        |        |        |        | 7      |        | Vierde klasse A                                             | 49                                                          | | R2                                                          |
| 2012/13 |        |        |        |        | 1      |        | Vierde klasse A                                             | 54                                                          | | R2                                                          |
| 2013/14 |        |        |        | 8      |        |        | Derde klasse A                                              | 48                                                          | | R4                                                          |
| 2014/15 |        |        |        | 10     |        |        | Derde klasse A                                              | 47                                                          | | R4                                                          |
| 2015/16 |        |        |        | 12     |        |        | Derde klasse A                                              | 43                                                          | | R4                                                          |
|         | 1A     | 1B     | 1Am    | 2Am    | 3Am    | P.I    |                                                             | Vanaf 2016-17 zijn er 3 nationale en 2 regionale niveaus    | Vanaf 2016-17 zijn er 3 nationale en 2 regionale niveaus                                                           | Vanaf 2016-17 zijn er 3 nationale en 2 regionale niveaus    |
| 2016/17 |        |        |        | 8      |        |        | Tweede klasse Am. A                                         | 41                                                          | Verlies in eindronde tegen Eendracht Aalst                                                                         | R3                                                          |
| 2017/18 |        |        |        | 11     |        |        | Tweede klasse Am. A                                         | 37                                                          | | R3                                                          |
| 2018/19 |        |        |        | 4      |        |        | Tweede klasse Am. A                                         | 48                                                          | Verlies in eindronde tegen KSK Ronse                                                                               | R4                                                          |
| 2019/20 |        |        |        | 5      |        |        | Tweede klasse Am. A                                         | 41                                                          | Vroegtijdig stopgezet wegens de Coronacrisis                                                                       | R2                                                          |
| 2020/21 |        |        |        | -      |        |        | Tweede afdeling A                                           | -                                                           | Vroegtijdig stopgezet wegens de Coronacrisis, resultaten geschrapt.                                                | R4                                                          |
| 2021/22 |        |        |        | 11     |        |        | Tweede afdeling A                                           | 39                                                          | | R5                                                          |
| 2022/23 |        |        |        | 5      |        |        | Tweede afdeling A                                           | 53                                                          | | R2                                                          |
| 2023/24 |        |        |        | 12     |        |        | Tweede afdeling A                                           | 45                                                          | | R3                                                          |
| 2024/25 |        |        |        | 10     |        |        | Tweede afdeling A                                           | 37                                                          | | R4                                                          |
| 2025/26 |        |        |        |        |        |        | Tweede afdeling A                                           |                                                             | |                                                             |

## Bekende (oud-)spelers
- Georges Arts
- Ricky Begeyn
- Freddy Chaves
- Marcel De Corte
- Victor Erroelen
- Kevin Franck
- Laurent Grimmonprez
- Robert Heyse
- Bob Hoogenboom
- Clément Keerstock
- Alec Luyckx
- Xavier Deschacht
- Jason Vandelannoite
- Chris Van Geem
- Dieter Van Tornhout
- Felix Week
- Maurice Willems